# Megaprimo

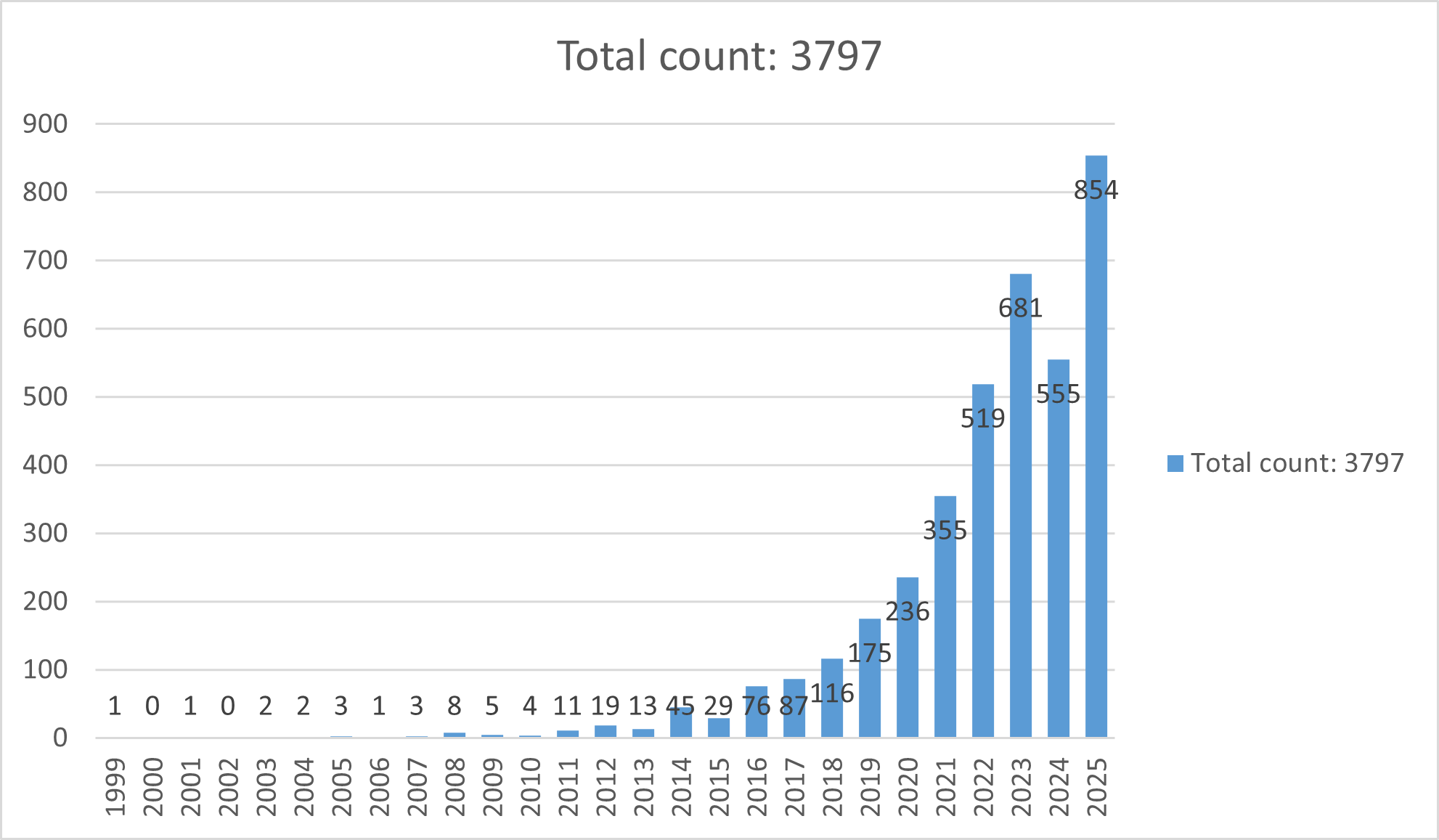
Megaprimos encontrados entre los años 1999 y 2022.

Un megaprimo es un número primo con al menos un millón de dígitos (de la misma manera un primo titánico es un primo con al menos 1000 dígitos, y un primo gigante tiene al menos 10.000 dígitos). 
Hasta 7 de noviembre de 2023, solo se conocen 2438 megaprimos, incluyendo 2322 números primos ya definidos y 116 probables. El primero en ser encontrado fue el primo de Mersenne 26972593−1 con 2.098.960 dígitos, descubierto en 1999 por Nayan Hajratwala, un participante del proyecto de computación distribuida GIMPS.
Se ha propuesto bevaprime como término para un primo con al menos 1.000.000.000 dígitos.